# Julio Estrada
Julio Estrada Velasco (Ciudad de México, 10 de abril de 1943) es un creador musical, intérprete, musicólogo, teórico, maestro e investigador universitario. 

## Biografía
De padres españoles exiliados en México, es mexicano y español.
Su padre, Manuel Estrada Manchón (1902-1980), jefe del Estado Mayor al inicio de la guerra civil española, logró salvar y hacer que se entregaran los archivos que tuvo a su cargo como jefe de la Inteligencia Militar de la República, al retornar España a la democracia en 1989. Fue autor, entre otros libros, de Democracia sin partidos (México 1952) y de Administración funcional (1977). Su madre, Lolita Estrada (1920-2009), mujer inteligente, decoradora, jugó un papel importante en la familia.
Velia Nieto (1943-2008), compañera de Julio Estrada desde 1960, pianista, profesora e investigadora universitaria, autora de diversos estudios sobre el piano en la música contemporánea y de varios estudios sobre la obra de Estrada. 
Los dos hijos del matrimonio, Julián, ajedrecista y escritor, y Amadeo, biólogo, filósofo de la ciencia, escritor y cantante.
Murmullos del páramo
Diversas búsquedas de Julio Estrada le conducen al tema de la identidad cultural musical: desde la mitología y la historia del prehispánico mexicano hasta la creación literaria en Juan Rulfo. El sonido en Rulfo (1989; nueva edición, El sonido en Rulfo: el ruido ese, 2007) le inspira la multi-ópera Murmullos del páramo (1992-2006), basada en Pedro Páramo de Rulfo. La primera versión, Doloritas (1992), ópera radiofónica, es premiada por la Radio Nacional de España; en ella intervienen Fátima Miranda, voz femenina, Stefano Scodanibbio, contrabajo, y Llorenc Barber, ruidista, además de un grupo de actores y de diversas grabaciones de ambientes sonoros recolectados por Estrada en el Llano de Jalisco y en el Estado de Morelos.
Catorce años después de aquella primera inmersión en la novela Estrada produce Murmullos del páramo, multi-ópera para siete voces, cinco instrumentos (contrabajo, ruidista, sho, guitarra y trombón), danza butō y una distribución espacial electroacústica tridimensional realizada en el Experimentalstudio des SWR, Freiburg. La estructura laberíntica de la multi-ópera parte de siete distintos módulos vocales e instrumentales que pueden ejecutarse como obras independientes o combinarse simultáneamente, total o parcialmente, como módulos operísticos:
a) mictlan, voz femenina, ruidista y contrabajo 
b) hum, soprano, mezzo, contralto, tenor y bajo 
c) mictlan'ome, soprano coloratura, contralto, ruidista, contrabajo, sho y trombón 
d) Caja con trenzas, guitarra 
e) Retrato de Páramo, trombón
f) matlapoa, sho, y 
g) Fósiles resonantes 1 y 2, 5 voces y 5 instrumentos. 
La versión completa de Murmullos del páramo se estrena en 2006 en el Teatro Español de Madrid, con tres presentaciones. Actúan como solistas las cantantes Fátima Miranda y Sarah Maria Sun; Stefano Scodanibbio al contrabajo; Llorenc Barber como ruidista; Ko Ishikawa al sho; Magnus Andersson; Mike Sbovoda al trombón; 5 miembros de los Neue Vocal solisten, Ko Murobushi butō, miembros del Experimentalstudio des SWR, una escenografía de Sergio Vela y la dirección musical de Estrada, quien asume la voz de Abundio Martínez, sordomudo. En dichas representaciones participa Chavela Vargas, con Mi novia me dio un pañuelo, una vieja canción citada en la novela de Rulfo y recuperada en la ópera. 
Murmullos del páramo tiene en 2006 dos reposiciones en Stuttgart, dos en la Sala Nezahualcóyotl de México y una en la Bienal de Venecia. 
En 2010 Murmullos del páramo se presenta en dos funciones en el Teatro Spiral de Tokio, con una versión de cámara, en la que la soprano Ellen Aagard asume los papeles de Doloritas y de Susana San Juan, Amadeo Estrada, los de Juan Preciado y Florencio, las voces grabadas de los Neue vocal solisten, el equipo del Experimentalstudio des SWR, y Estrada, quien asume la dirección musical de la obra, canta los papeles de Abundio Martínez, Bartolomé San Juan y Justina, además de Magnus Andersson, Llorenc Barber, Ko Ishikawa, Mike Svoboda y Min Tanaka, butō. Estrada concibe su versión original de la escenografía, con la asesoría técnica de Juliana Vanscoit y la de Satoshi Gotsubo en pintura corporal.
Creación en vivo
Las búsquedas de Estrada le conducen a crear la materia musical mediante el proceso de transmisión directa del imaginario al intérprete, un proceso inspirado en las libertades que caracterizan a la creación plástica, por ejemplo. El origen de dicha búsqueda parte de París en 1968, cuando Estrada se asocia a Daniel Raguin y a Bernard Leblanc para formar el grupo de improvisación-creación Neo-Neo, con voces e instrumentos, que refunda tres años más tarde con Héctor Berlanga, flauta, y Teódulo Trejo, saxofón, jóvenes intérpretes mexicanos asociados al grupo Pro-Música Nueva que funda Estrada.
La iniciativa de la creación en vivo reaparece años más tarde a través de ensayos de exploración instrumental con pequeños grupos orquestales cuyo resultado deriva en una presentación en concierto: las cuerdas de la Orquesta Juvenil de Ensenada, Baja California (1998) y la Orquesta Infantil de Bergen, Noruega (2001).
En Simultáneas a 3, Estrada asume una creación radiofónica en vivo con tres violonchelos, Maricarmen Graue, Rodrigo Suárez y María Lipkau, un encargo de Radio Educación, XEEP México, que se transmite en directo durante 2 horas (2004). Prosigue con dicha búsqueda en 2005 al recibir el encargo del festival español "Itinerarios del sonido" para crear como intérprete y autor Búsica, para voz y violonchelo, donde evoca los atentados del 11 de marzo de 2004 en la Estación de Atocha de Madrid.
En 2006 el Donaueschingen Festival le encarga Quotidianus: polvo eres, creación en vivo que estrena con su voz acompañado del Arditti Quartet.
En 2012 crea Bajo el volcán, a la memoria del amigo y colega Stefano Scodanibbio (1956-2012), con el grupo italiano de contrabajistas Ludus Gravis, que se presenta en la Rassegna di Nuova Musica en Macerata y más tarde en la Bienal de Venecia. 
Velia: creo en lo que creo
Al fallecer en 2008 Velia Nieto, esposa y compañera desde 1959, pianista e investigadora universitaria, el autor retoma la noción de creación en vivo y se consagra a la creación de Velia: creo en lo que creo, multi-ópera con libreto del propio autor, cuyo proceso de exploración creativa inicia con grupos diversos en el Festival de Chihuahua (2008), en el Festival musical de la Universidad de Córdoba, luego en la Universidad de Santa Fe, Argentina (2009), en el Centre National de Danse Contemporaine, Angers, con Ko Murobushi y 3 ejecutantes (2011), y en la Rassegna di Nuova Musica, Macerata con 8 contrabajos (2012). 
La evolución de dicha ópera desemboca en 2013 en el proyecto de crear una novela en torno a Velia, donde el lector deviene el intérprete al ser guiado a través del proceso íntimo de la escucha.
Teoría e innovación musical
Discontinuo
Estrada, en coautoría con Jorge Gil, publica Música y teoría de grupos finitos, Instituto de Investigaciones Estéticas, UNAM 1984. Estrada emprende por cuenta propia nuevas búsquedas, una teoría general de las clases de intervalo que versa sobre el potencial combinatorio de los intervalos de las escalas, de lo cual deriva dos nociones originales, la de identidad y la de permutaedro, ambas desarrolladas en Teoría d1, MúSIIC-Win, sistema interactivo de investigación y creación musical, Facultad de Música, UNAM 2005. La amplificación de dicha búsqueda está contenida en El continuo cromático de las escalas. Teoría d1, Instituto de Investigaciones Estéticas, UNAM, en prensa, donde aborda un continuo de escalas de ritmo y de sonido que van de 2 a 64 términos. 
La teoría de grupos en música y la teoría del potencial combinatorio de las escalas guardan estrecha relación con el ensayo personal de Estrada de crear los cantos (1974-1980), cuyo lirismo melódico se manifiesta a través de la forma abierta en el caso de lals obras para instrumentos solos:
- Canto tejido, piano 
- Canto oculto, violín 
- Canto alterno, violonchelo.
Dentro de la misma colección, las obras para conjunto instrumental incluyen al espacio de representación en dos o en tres dimensiones como parte de la textura musical:
- Canto mnémico, fuga en 4 dimensiones, cuarteto, con distribución en 2 dimensiones físicas 
- Canto naciente, octeto de metales (3 tpt, 2 cr, 2 tbn 1 tba) con distribución en las 3 dimensiones de un cubo
- Canto ad libitum, Arrullo, voz femenina, voces e instrumentos, con distribución en 2 o 3 dimensiones 
- Diario, 15 cuerdas con distribución en 2 dimensiones.
Continuo
Estrada concentra su búsqueda sobre el continuo en Realidad e imaginación continuas. Filosofía, teoría y métodos de creación musical en el continuo Instituto de Investigaciones Estéticas, Coordinación de Humanidades, UNAM 2020, en prensa, que parte de la unidad física ritmo-sonido como un continuo cronoacústico, de lo cual deriva la noción de macro-timbre continuo. 
El macro-timbre está integrado por los siguientes componentes rítmico-sonoros: 
- frecuencia (altura y pulso) 
- amplitud (intensidad y ataque) 
- contenido armónico (color y vibrato) 
- frecuencia difusa (ruido y caos) 
- amplitud difusa (presión y desorden) y
- contenido armónico difuso (ruido y caos secundarios)
- espacialización en 3D (altura, profundidad y lateralidad). 
Las ideas de Estrada sobre el continuo, originadas hacia 1975 con Canto naciente, se definen con eua'on (1980, UPIC, electroacústica), que convierte después a eua'on'ome (1995, orquesta), y se consolidan a través de la noción de macro-timbre en eolo'oolin (1981-1998, 6 percusiones móviles en un pentágono), encargo del Darmstädter Ferienkurse y del Instituto Nacional de Bellas Artes y Literatura, ishini'ioni (1984-1990, cuarteto de cuerdas móvil en un hexágono), miqi'nahual (1994, contrabajo) y miqi'cihuatl (2002, voz femenina), extraídas de mictlan, módulo de la multi-ópera Murmullos del páramo.
La evolución de la escritura de Estrada en el continuo se observa en ensamble yuunohui, colección de obras para distintos instrumentos y para voces, producto de la conversión del gráfico original de yuunohui'yei para violochelo a múltiples versiones, todas ellas combinables entre sí para producir duetos, tríos, cuarteto o diversos grupos de cámara: 
- yuunohui'se, ome, yei, nahui (1983-1990, cuerdas -violín, viola, violonchelo, contrabajo- en combinaciones para 3 dúos, 2 tríos o 1 cuarteto)
- yuunohui'tlapoa (1999, teclado -piano, órgano o clavicémbalo-, encargo del Wittener Tage für Neue Kammermusik)
- yuunohui'wah (2008, ruidista, encargo de David Schotzko, International Contemporary Ensemble, NY)
- yuunohui'ehecatl (2010-2012, maderas y metales, encargo del Festival de Bremen y la Ernst von Siemens Musikstiftung). 
- yuunohui'sa (2018-2019, voz o voces, encargo del grupo Fonema y la Ernst von Siemens Musikstiftung). 
Festivales con su obra
Los festivales Tage für Neue Musik (2001 Zúrich), Music Factory (2002 Bergen) y Three Generations (2008 NY) se dedican a la obra musical, teórica y pedagógica de Estrada. El International Contemporary Ensemble le dedica un concierto retrato en el Miller Theatre, New York (2012).
Estudios sobre su obra
La obra musical y musicológica de Estrada es objeto de estudio en textos de Monika Fürst-Heidtmann, "Julio Estrada: mictlán und miqui’nahual, de Luca Conti, “La musica per archi di Julio Estrada”, en la tesis doctoral de Pablo Chin, Intuition and Imagery in Music: Compositional Methods Based on Graphs and Transcription in the Music of Julio Estrada and Others (2013) y, en particular, en la tesis doctoral de Velia Nieto, Creátion-recherche dans l’oeuvre de Estrada (Septentrion, Francia 2002).
El músico y científico estadounidense James McHard dedica a la obra de Estrada,   poco antes de fallecer en 2015, su último libro, Julio Estrada. Memories and Shadows in the Imaginary: A Biography (Inonic Press, USA 2017, prologue by Julio Bracho). Antecede a dicho texto un capítulo dedicado a Estrada en su libro The Future of Modern Music (American University and College Press, EE. UU. 2001). 
Docencia e investigación
Profesor desde 1971 de la hoy Facultad de Música (antes Escuela Nacional de Música) y titular profesor del LACREMUS, Laboratorio de Creación Musical (1996-), profesor fundador del Programa de Maestría y Doctorado en Música, responsable de los seminarios de Teoría de la creación musical, de Creación y cognición musicales (2005-) y de Nombrar la escucha: análisis auditivo, su más reciente búsqueda teórica y creativa. 
Miembro del Instituto de Investigaciones Estéticas, UNAM, donde es responsable de los proyectos Música, Matemáticas e Informática, Archivo de Músicos Disidentes Mexicanos y La música de México. En 2016 el Rector de la UNAM Enrique Graue Wiechers designa a Estrada Coordinador del Seminario Universitario de Investigación en Creación Artística, SUICREA, dentro de la Secretaría de Desarrollo Institucional, un proyecto que ensaya dar a las Artes un nivel similar al de las Ciencias, las Humanidades y las Tecnologías en la institución.
Membresía
Estrada es miembro de la International Musicological Society (IMS), de la Asociación Regional para América Latina y el Caribe de la IMS, de la Academia de Ciencias de New York, de la Academia Mexicana de Ciencias (1996-) y, desde 1984, del Sistema Nacional de Investigadores (SNI), dentro del cual es el artista mexicano con mayor rango desde 1996, Nivel III, y en el cual es, desde 2013, Investigador Emérito. 
Estudios
Estudia con Julián Orbón, Olivier Messiaen, Nadia Boulanger, Henri Pousseur, Iannis Xenakis, György Ligeti y Karlheinz Stockhausen. Doctorado en música y musicología por la Université de Strasbourg, Francia, con la tesis Théorie de la composition: discontinuum - continuum (1994).
Actividad académica
Profesor invitado de la Universidad Stanford, Universidad de California en San Diego, Universidad de Nuevo México y Universidad de Rostock; en la Sorbona asume la Cátedra Alfonso Reyes. Docente en los cursos internacionales de Darmstadt (1984, 1992, 1998), en Les Ateliers UPIC y el Centre de Création Musicale Iannis Xenakis, CCMIX (1986-2001), así como en los cursos del Institut de Recherche et Coordination Acoustique/Musique, IRCAM (2013, 2015, 2017). 
De 2000 a 2001 substituye a Iannis Xenakis para dirigir el Centre d'Études de Mathématiques et Automatique Musicales, París, CEMAMu, y realizar la versión PC del sistema informático UPIC, además de llevar a cabo su proposición original, UPIC-MúSIIC, versión tridimensional y de fusión discontinuo-continuo, con la integración de un nuevo modelo de generación de formas de onda que queda inconcluso. Al no poder llevar a cabo su proyecto Estrada renuncia a la dirección del CEMAMu en julio de 2001, a partir de lo cual el Ministère de la Culture de Francia decide cerrar el centro. 
Artículos y libros
Autor de más de un centenar de ensayos, varios traducidos a siete idiomas, de 35 artículos en libros, cinco libros, el más reciente Canto roto: Silvestre Revueltas (IIE, UNAM, FCE, 2012). Editor de 11 libros, y autor del prólogo de La música de Conlon Nancarrow de Kyle Gannn (ENM, UNAM 2006), director editorial de la revista PIM, Perspectiva Interdisciplinaria de Música (PIM, 2006-2015), ENM-IIE-CCADET-UNAM y, desde 2016, director general de Perspectiva Interdisciplinaria del Laboratorio de Creación Musical (PILACREMUS), FaM-IIE-SUICREA-SDI-UNAM.
Como editor prepara, con el Instituto de Investigaciones Estéticas, la edición de la antología Manuel M. Ponce. Escritos y testimonios, y dos nuevos libros: Realidad e imaginación continuas: teoría, filosofía y métodos de creación musical en el continuo, y El continuo cromático de las escalas.

## Obras
edición a cargo de juliusedimus:
- Suite, piano (1960)
- Tres instantes, violonchelo y piano (1966)
- Memorias, para teclado (1971)
- Melódica, juego musical infantil para instrumentos monódicos en solo o dúo (1973)
- Canto tejido, piano (1974)
- Canto mnémico, cuarteto de cuerdas (1974, Salabert)
- Canto naciente, octeto de metales (1975-78, 3 trp, 2 cr, 2 tbn, 1 tba)
- Canto oculto, violín (1977)
- Canto alterno, violonchelo (1978); contrabajo (2004, transcripción de S. Scodanibbio)
- Arrullo, canto ad libitum, voz femenina e instrumentos (1978)
- eua'on, UPIC, electroacústica (1980)
- yuunohui'yei, violonchelo (1983)
- ishini'ioni, cuarteto de cuerdas (1984-1990)
- eolo'oolin, 6 percusiones (1984-1998)
- yuunohui'nahui, contrabajo (1985)
- yuunohui'se, violín (1989)
- yuunohui'ome, viola (1990)
- Murmullos del páramo, multi-ópera, dos sopranos, quinteto vocal (SMCTB), contrabajo, ruidista, sho, guitarra y trombón, distribución espacial electroacústica tridimensional (1992-2006)
- mictlan, voz, contrabajo y ruidista (1992)
- miqi'nahual, contrabajo (1994)
- eua'on'ome, orquesta (1995)
- yuunohui'tlapoa, teclado (1998)
- miqi'cihuatl, voz femenina (2002)
- Simultáneas a 3, creación en vivo con 3 violonchelistas (2004)
- Búsica, creación en vivo, grabación con el autor al violonchelo y la voz (2005)
- Quotidianus: polvo eres, creación en vivo, voz y cuarteto de cuerdas (2006)
- yuunohui'wah, ruidista (2008)
- Velia: creo en lo que creo, ópera, conjuntos vocal e instrumental, ejecución de módulos pre-ensayados y creación en vivo (2008-)
- yuunohui'ehecatl, solos para cualquier instrumento de aliento (2010-2012)
- yuunohui'sa, para cualquier voz (2018-2019)

## Premios
- Ordre des Arts et des Lettres de Francia (1981, 1986)
- Mención honorífica Prix Prince Pierre de Mónaco por ishini'ioni (Mónaco 1990)
- Premio Universidad Nacional (UNAM) en Creación Artística (2000).
- Investigador Emérito, Sistema Nacional de Investigadores (México 2013)
- Medalla de Bellas Artes, INBA, SC (México 2016)
- Medalla Mozart (México 2019)

## Libros como coautor
- Música y teoría de grupos finitos, con un resumen al inglés (Estrada, Julio - Jorge Gil, IIE-UNAM 1984)

- El sonido en Rulfo (IIE-UNAM 1989); reedición corregida y aumentada: El sonido en Rulfo: el ruido ese, CD con 'Doloritas', primera parte de la ópera radiofónica Murmullos del páramo e ilustraciones sonoras y musicales (IIE-UNAM 2007)
- Canto roto. Silvestre Revueltas (IIE-UNAM, FCE 2012)

## Libros como editor
- La música de México, editor J. E., 10 volúmenes de Historia, Bibliografía y Antología musical, autor de varios capítulos sobre música mexicana del siglo XX y autor de los vols. 3 y 4 de la Antología (IIE-UNAM 1984-1988), reedición en preparación (IIE-UNAM, FCE)
- La música de Conlon Nancarrrow, de Kyle Gann; editor J .E. (ENM-UNAM 2007)
- Manuel M. Ponce, escritos y testimonios, editor J. E. (en preparación, IIE-UNAM)

## Libros Revistas director
- Perspectiva Interdisciplinaria de Música (ENM-IIE-CCADET-UNAM)
- Perspectiva Interdisciplinaria del Laboratorio de Creación musical (FaM-IIE-SUICREA-SDI-UNAM)

## Programas informáticos
- eua'oolin, para la realización de proyecciones multiparamétricas tridimensionales, diseño de J. E., programación de Mario Peña (IIE-IIMAS-UNAM 1990-94)
- matla'tlapoa, MúSIIC-MSDOS, potencial combinatorio de los intervalos, teoría d1, sistema interactivo de investigación y creación musical, diseño de J. E., programación de Mario Peña (IIE-IIMAS-UNAM 1990-94)
- UPIC soft PC, UPIX (Iannis Xenakis, creador del programa en 1978, Julio Estrada, director de investigación; programación de Gerard Marino y Vincent Fontalirant, CEMAMu (2000-2001). El programa comprende un manual del usuario en una versión digital en francés y otra en inglés.
- Teoría d1. MúSIIC-Win, sistema interactivo de investigación y creación musical para Windows (CD y manual del usuario), ENM-UNAM 2006. Conceptos de J. E.; diseño y desarrollo por Max Díaz y Víctor Adán.